# Robert Floyd (acteur)
Pour les articles homonymes, voir Floyd.
Ne doit pas être confondu avec Robert Floyd, chercheur américain en informatique.
Robert Floyd (né le 6 mai 1967) est un acteur de cinéma et de télévision. Il est surtout connu pour son rôle de Mallory à la télévision dans la série Sliders. Il est apparu dans 18 épisodes, diffusés à partir de 1999 jusqu'en 2000.

## Biographie
Il est apparu dans plusieurs films indépendants, ainsi que dans le long métrage Godzilla. Il a également été invité dans des séries télévisées comme Dark Angel, Walker, Texas Ranger  et NCIS : Enquêtes spéciales. Sans oublier Sliders pour toute la durée de la saison 5

## Filmographie
Sauf indication contraire, les informations mentionnées dans cette section peuvent être confirmées par la base de données cinématographiques IMDb,  présente dans la section « Liens externes ».

### Acteur

#### Cinéma
- 1991 : Le Dernier Match (L'ultima meta) de Fabrizio De Angelis : George Floyd
- 1997 : Another House on Mercy Street de Alle Ghadban : ?
- 1997 : Paranoia de Larry Brand : Mark Daniels
- 1998 : Godzilla de Roland Emmerich : pilote d'hélicoptère Apache
- 1999 : Cold Hearts (en) de Robert A. Masciantonio : Seth
- 2005 : Basket Academy (Rebond) de Steve Carr : OPU Player Brill
- 2006 : Le Crépuscule des morts (Soul's Midnight) de Harry Basil : Charles Milford
- 2010 : The Killing Game (court métrage) de Stephen Sfetku : Michael

#### Télévision

##### Séries télévisées
- 1993 : La Force du destin (All My Children) : Saunders (saison 1, épisode 6040)[1]
- 1995 : New York, police judiciaire (Law and Order) : Dan Fairman (saison 5, épisode 13)
- 1997 : Les Dessous de Palm Beach (Silk Stalkings) : Justin Greer (saison 6, épisode 14)
- 1998 : Carol (en) (Alright Already) : Teddy (saison 1, épisode 15)
- 1998 : Demain à la une (Early Edition) : Michael Paget (saison 3, épisode 3)
- 1998 : Jett Jackson (The Famous Jett Jackson) : Camaraman (saison 1, épisode 1)
- 1999-2000 : Sliders : Les Mondes parallèles : Quinn Mallory (18 épisodes, saison 5)
- 2000 : V.I.P. : Bruce RIce (saison 2, épisode 18)
- 2000 : Walker, Texas Ranger : Steve Parkins (saison 9, épisode 9)
- 2001 : Rude Awakening : Jake Newman (saison 3, épisode 15 et 17)[2]
- 2001 : Dark Angel : Père Destry (saison 1, épisode 18)[3]
- 2002 : Providence : Wally (saison 5, épisode 8)
- 2004 : NCIS : Enquêtes spéciales, épisode Bienvenue en enfer : officier de police
- 2007 : Shark : officier du SWAT (saison 1, épisode 13, non crédité)

##### Téléfilms
- 1998 : Disparition suspectes (When He Didn't Come Home) de Paul Schneider : Timothy Dolan
- 1999 : Complot génétique (The Darwin Conspiracy) de Winrich Kolbe : Andy Ward
- 2001 : The Song of the Lark de Karen Arthur : Ray Kennedy

### Producteur
- 2010 : The Killing Game (court métrage) de Stephen Sfetku

### Scénariste
- 2021-2022 : Good Spirits at Sea (mini-série)